# Траундарйёкюдль
Траундарйёкюдль (исл. Þrándarjökull) — ледник в Исландии, находится в восточной части острова, на территории региона Эйстюрланд. Площадь ледника составляет 22 км². Ледник покрывает одноимённый вулкан, наивысшая точка расположена на высоте примерно 1236 м над уровнем моря. Талые воды ледника питают местные реки Geithellnaá и Hamarsá. Примерно в 20 км западнее ледника Траундарйёкюдль находится самый большой ледник Исландии Ватнайёкюдль.